# Ciorari
Ciorari – wieś w Rumunii, w okręgu Gorj, w gminie Stoina. W 2011 roku liczyła 432 mieszkańców.